# Утакмице фудбалске репрезентације Мађарске 1935.
| Домаћин · 1935 | Гост · 1935 |

Фудбалска репрезентација Мађарске је током 1935. године одиграла седам утакмица, укључујући четири утакмице у Купу Европу и три пријатељске утакмице. Биланс је био три победе, два ремија и два пораза.
Савезни селектор националног тима у овом периоду је био:
- Карољ Диц др.

## Утакмице
| Швајцарска                                          | 6 : 2 (4 : 0) | Мађарска             |
| --------------------------------------------------- | ------------- | -------------------- |
| Џек 8’ · Келхолц 21’ 35’ 59’ · Абеглен III. 40’ 65’ | Извештај      | Чех II 61’ 72’ (пен) |

| Мађарска                                      | 6 : 3 (3 : 2) | Аустрија                                |
| --------------------------------------------- | ------------- | --------------------------------------- |
| Титкош 5’ 13’ · Шароши 7’ 72’ 76’ · Толди 79’ | Извештај      | Ханритер 16’ · Зишек 27’ · Дурспект 58’ |

| Француска      | 2 : 0 (1 : 0) | Мађарска |
| -------------- | ------------- | -------- |
| Куртоа 37’ 70’ | Извештај      |          |

| Мађарска   | 1 : 0 (0 : 0) | Чехословачка |
| ---------- | ------------- | ------------ |
| Маркош 60’ | Извештај      |              |

| Аустрија                      | 4 : 4 (2 : 4) | Мађарска                             |
| ----------------------------- | ------------- | ------------------------------------ |
| Бикан 7’ 56’ 60’ · Хофман 22’ | Извештај      | Толди 6’ · Винце 8’ 30’ · Шароши 21’ |

| Мађарска                                                | 6 : 1 (3 : 0) | Швајцарска      |
| ------------------------------------------------------- | ------------- | --------------- |
| Чех II 21’ · Толди 39’ · Винце 44’ 90’ · Шароши 66’ 82’ | Извештај      | Абеглен III 72’ |

| Италија                  | 2 : 2 (0 : 1) | Мађарска       |
| ------------------------ | ------------- | -------------- |
| Колауси 70’ · Ферари 71’ | Извештај      | Шароши 43’ 78’ |

## Аматерска репрезентација
| Норвешка                  | 2 : 0 (0 : 0) | Мађарска |
| ------------------------- | ------------- | -------- |
| Хансен 86’ · Педерсен 87’ | Извештај      |          |

Састав Мађарске репрезентације
- Јанош Шимон (ПЕАК), Ласло Фиштеш (БШЕ), Лорант Тот (Ч. МОВЕ), Ђерђ Хонти (ФВШК), Шандор Танцош (ХАК), Ђула Кираљ (БМТЕ) – Иштван Рејтер (Електромош), Бела Регеш II. (Тереквеш), Калаи II. (УТЕ), Корањи III. Деже (Сегедин), Михаљ Буковецки (КЕАК), замена Ласло Кесеи ( КЕАК)

## Играчи репрезентације
| - Ђерђ Шароши - Ласло Чех - Пал Титкош - Геза Толди |